# منتخب إنجلترا لاتحاد الرغبي
منتخب إنجلترا لإتحاد الرجبي هو المنتخب الرياضي الذي يمثل إنجلترا في منافسات اتحاد الرجبي، نظراً لإن إنجلترا تعتبر منشأ رياضة الرغبي، يعتبر المنتخب من أقوى منتخبات العالم في الرغبي، يشارك هذا المنتخب في بطولة الأمم الستة وألتي فاز 26 مرة بها بالبطولة كما فاز ببطولة غراند سلام لإتحاد الرغبي 12 مرة، وفاز بكأس العالم للرجبي مرة واحدة وكان ذلك في سنة 2003.

## وصلات خارجية
- الموقع الرسمي موقع إتحاد إنجلترا للرغبي